# Prince George Cougars
Prince George Cougars är ett kanadensiskt proffsjuniorishockeylag som är baserat i Prince George, British Columbia och har spelat i den nordamerikanska proffsjuniorligan Western Hockey League (WHL) sedan laget grundades 1994 när Victoria Cougars omlokaliserade sig på grund av bedrövligt spel på isen, usel och för gammal hemmaarena i Victoria Memorial Arena och katastrofala publiksiffror som ledde till dålig ekonomi för Victoria. De ägs bland annat av ishockeyspelarna Eric Brewer och Dan Hamhuis som är båda minoritetsägare i laget. Cougars spelar sina hemmamatcher i CN Centre som har en publikkapacitet på 5 971 åskådare. De har varken vunnit någon av Memorial Cup eller WHL sen laget bildades 1994.
Cougars har fostrat spelare som Blair Betts, Derek Boogaard, Eric Brewer, Dustin Byfuglien, Zdeno Chára, Brett Connolly, Dan Humhuis, Trent Hunter, Joel Kwiatkowski, Mike Leclerc, Martin Marinčin, Chris Mason, Ronald Petrovický, Devin Setoguchi, Sheldon Souray och Dana Tyrell som alla tillhör alternativt tillhörde olika medlemsorganisationer i den nordamerikanska proffsligan National Hockey League (NHL).